# 營業成本
營業成本（英語：Cost of Revenue），凡銷售貨物、提供勞務及金融保險業務等各項成本皆屬之。企業用於生產商品的原料成本支出，包含商品成本、勞務成本，也稱為“直接成本”，例如薪資、加班費、水電費、租金、機器維護費用、運費、版稅、關稅等等。

## 直接成本與間接成本
一間製造產品公司，營業成本是指相關銷售產品的直接成本，但它不包括間接成本，兩者的差別如下：
- 直接成本：每銷售一個物品就必須付出的成本，例如：運費、儲存成本、購買原料的成本。在財報上一般是歸屬「營業成本」。
- 間接成本：不管商品銷售量多寡，都會一定會付出的成本，像是辦公室租金、水電費、人事、行銷。在財報上一般是歸屬「營業費用」。

## 計算
（或) = （或) - (顧客折扣 + 退回 + 折讓)
 = （或) - 營業成本（或）
 =  - 營業費用 
息稅前利潤 =  + （即營業外收入 - 營業外支出）
 = 息稅前利潤 - 利息支出 - 稅 =  - 稅 
即：
 =  - 營業成本  - 營業費用 +  - 利息支出 - 稅 